# Modigliani (film)
Modigliani este un film dramatic biografic din 2004, scris și regizat de Mick Davis, avându-i ca protagoniști pe Andy Garcia, Elsa Zylberstein, Omid Djalili, Hippolyte Girardot, Eva Herzigová și Udo Kier. Filmul are la bază viața artistului italian Amedeo Modigliani. Mare parte din scene au fost filmate în București, România.

## Rezumat
Acțiunea filmului se petrece în Paris, în anul 1919 și este centrată pe viața artistului italian Amedeo Modigliani, pornind, din punct de vedere artistic, de la relația și rivalitatea dintre acesta și Pablo Picasso, în perioada când locuiau amândoi la Paris. Modigliani, un evreu italian din Livorno, se îndrăgostește de Jeanne Hébuterne, o tânără și frumoasă fată catolică franceză. Cei doi au un copil, iar tatăl bigot al lui Jeanne trimite copilul la o mănăstire îndepărtată pentru a fi crescut de călugărițe. Modigliani este furios, dar are nevoie de bani pentru a-și salva și crește copilul. Tocmai atunci se desfășoară concursul anual de artă de la Paris, iar câștigătorul ar urma să primească un premiu considerabil în bani și o carieră garantată.
Nici Modigliani, nici rivalul său Picasso nu au intrat vreodată în competiție, crezând că este sub nivelul unor artiști adevărați ca ei. Însă Modigliani are nevoie de bani pentru copilul său, așa că sărăcia îl determină să se înscrie în competiție într-un episod de beție și droguri, în centrul unei cafenele frecventate de artiști, inclusiv de Picasso, care, la rândul lui, se înscrie și el la concurs, urmând exemplul lui Modigliani.
Tot Parisul este entuziasmat să vadă cine va câștiga. Modigliani începe să lucreze la tabloul său, conștient că toți artiștii din Paris fac același lucru. Odată terminat, își sună agentul și cel mai drag prieten, Léopold Zborowski, pentru a duce tabloul la concurs și pentru a se asigura că nimeni nu îl atinge. În timp ce prietenul său preia tabloul, Modigliani merge la Primărie și așteaptă să obțină în sfârșit permisul de căsătorie. Primăria se închide înainte de a-i veni rândul, dar reușește să o convingă pe funcționară să aibă milă de el și să-i dea licența pentru că are o fiică frumoasă și încă una pe drum. Fiind ultima persoană care a plecat, el decide să sărbătorească cu o singură băutură. Din păcate, dependența lui și agitația provocată de competiție îl fac să bea mult mai mult.
Concursul urma să înceapă la ora opt, iar când își dă seama că a întârziat deja foarte mult, pleacă în grabă, fără să plătească. După ce se lăudase că are mulți bani la el, doi bărbați care se aflau în bar îl urmăresc, îl agresează și îl bat, presupunând că are mulți bani. Odată ce constată că nu are bani, îl abandonează în zăpadă, plin de sânge și pe jumătate mort.
Portretul lui Jeanne într-o rochie albastră câștigă competiția, învingând chiar și portretul cubist al lui Picasso intitulat Modigliani. Neștiind despre această victorie, reușește cumva să ajungă acasă, unde Jeanne îi spală sângele de pe față. Dar apoi vin prietenii săi artiști care își dau seama că are nevoie de îngrijire medicală și îl duc la spital, în ciuda protestelor lui Jeanne. Modigliani moare la spital. Jeanne se sinucide imediat, aruncându-se de la fereastră. Sunt îngropați împreună, ei doi și copilul lor nenăscut.

## Distribuție
- Andy Garcia - Amedeo Modigliani
- Elsa Zylberstein - Jeanne Hébuterne, iubita, soția și muza lui Modigliani (inițial, pentru rolul lui Jeanne a fost propusă Winona Ryder, dar a refuzat deoarece nu se identifica cu personajul)[7]
- Omid Djalili - Pablo Picasso, rivalul lui Modigliani
- Hippolyte Girardot - Maurice Utrillo
- Eva Herzigová - Olga Khokhlova, soția lui Picasso
- Udo Kier - Max Jacob
- Susie Amy - Beatrice Hastings
- Peter Capaldi - Jean Cocteau
- Louis Hilyer - Léopold Zborowski
- Stevan Rimkus - Chaïm Soutine
- Dan Aștilean - Diego Rivera
- George Ivașcu - Moise Kisling
- Michelle Newell - Eudoxie Hébuterne
- Frederico Ambrosino - Micul Dedo
- Miriam Margolyes - Gertrude Stein
- Irina Dinescu - Paulette
- Theodor Danetti - Pierre-Auguste Renoir
- Ion Siminie - Claude Monet
- Jim Carter - Achilles Hébuterne
- Lance Henriksen - Foster Kane
- Loredana Groza - Cântăreață
- Oana Zăvoranu - Eugenia Modigliani
- Maria Rotaru - Berthe Weill (Marina Rotaru)

## Filmare în România
Modigliani a fost filmat în România, în Studiourile Buftea și pe Strada Lipscani din București, în vara anului 2003.Au fost 1800 de figuranți români, printre care: Theodor Danetti (foarte apreciat în rolul lui Auguste Renoir), Dorina Lazăr, Irina Dinescu, Mihai Gruia Sandu, Dan Bordeianu, Lia Bugnar, Ernest Maftei, Dan Aștilean, George Ivașcu (pictorul Kisling), Ion Siminie, Oana Zăvoranu (mama lui Modigliani), Andrei Boncea si Loredana Groza, care a interpretat cântecul de început al filmului, „Ionel, Ionelule”, împreună cu orchestra Agurida.
Regizorul Mick Davis a declarat într-un interviu pentru CinemaPro din București că i se oferiseră trei locații de filmare: Cehia, Portugalia și România. După ce a vizitat centrul istoric al capitalei României, Davis a considerat că a găsit toate locațiile potrivite pentru scenele pe care le avea în minte. Filmările au fost realizate la Buftea (în studiourile din interior și în exterior, unde a fost reconstruit Parisul cu cartierul Montparnasse, renumit pentru întâlnirile artiștilor în cafenelele de aici și pentru atelierele lor de pictură), dar și în unele locații din București (Casa Drăgan, o vilă din strada I.L. Caragiale).

## Lansare
După ce a apărut la o serie de festivaluri de film în 2004 și 2005, Modigliani a avut premiera mondială la selecția de gală a Festivalului Internațional de Film de la Toronto. De asemenea, este de remarcat faptul că a deschis Festivalul Internațional de Film de la Miami în 2005 și că a fost difuzat la Festivalul Internațional de Film de la Bergen, Festivalul de Film Evreiesc de la Washington, Festivalul de Film de la Capri Hollywood, Festivalul Internațional de Film de la Bangkok, Festivalul Internațional de Film Contemporan din Mexico City, Mostra de Valencia Cinema del Mediterranean din Spania, Festivalul Due Mondi din Italia, Festivalul de film evreiesc din San Jose din California și Festivalul de film Sonoma.
A fost lansat în Franța pe 18 mai 2004, iar mai târziu în Rusia, Belgia și Ucraina, având și o lansare video în Israel. În 2005, a fost lansat în cinematografele olandeze, italiene, române, suedeze, daneze și norvegiene și pe DVD în Thailanda, Hong Kong, Brazilia, Canada și Finlanda. În 2006 s-a lansat în cinematografele din Polonia, Portugalia și Spania; la televiziunea argentiniană și pe DVD în Australia, Republica Cehă și Noua Zeelandă. În ianuarie 2007 s-a lansat la televiziunea maghiară și portoricană. În 2008 a debutat pe DVD în Germania și Austria. Începând cu 10 martie 2008, filmul a fost disponibil în Marea Britanie pe DVD.
Modigliani a avut un încasări de box-office la nivel mondial de 1.466.013 USD. Cele mai mari încasări s-au înregistrat în Italia, unde a adus 1.009.517 dolari (69% din totalul global).

## Receptare critică
Criticul de la New York Times, Stephen Holden, a scris că Modigliani poate servi doar ca model despre cum să nu faci un film despre viața unui artist legendar. Rex Reed, pe de altă parte, de la New York Observer, a spus că filmul abundă în imagini romantice, deosebit de intense.

## Premii
Modigliani a fost nominalizat la două premii ale Academiei Internaționale de Presă Golden Satellite: o nominalizare pentru design de costume (Pam Downe) și una pentru Regia artistică și Design de producție (Luigi Marchione și Vlad Vieru).

## Nepotriviri istorice
Filmul conține inexactități sau omisiuni istorice:
- Scena cu executarea silită din cauza falimentului, cu mobilierul îngrămădit pe patul mamei, s-a petrecut în timpul nașterii lui Amedeo (el a fost ultimul născut).
- Modigliani a cunoscut-o pe Jeanne în 1917, nu în 1919.
- Presupusa rivalitate dintre el și Picasso nu a fost niciodată dovedită ferm.
- Singurul tablou adevărat care apare în concursul final este Piece de Boeuf al lui Chaim Soutine, realizat ulterior, în 1923; toate celelalte lucrări sunt fictive.
- Modigliani a fost prieten nu numai cu Utrillo, ci și cu Soutine, Rivera, Kisling, Tsuguharu Foujita, Brâncuși, Chagall și Souza Cardoso
- Modigliani a fost și sculptor.
- Leopold Zborowski nu a fost doar un negustor de artă, ci și un poet și scriitor.
- Modigliani și Jeanne dansează pe străzi pe melodia din La vie en rose de Edith Piaf, dar cântecul a fost scris în 1945.
- Modigliani l-a cunoscut pe Renoir în jurul anului 1918, fără ajutorul lui Picasso.
- În acea perioadă Picasso nu era un pictor consacrat.
- Picasso era stângaci, în timp ce în film desenează și scrie cu mâna dreaptă.
- Modigliani a murit de meningită, nu de tuberculoză (de care a suferit), și nici nu a fost bătut în stradă.

## Remake
În august 2022, Johnny Depp a anunțat că va regiza un remake al lui Modigliani, pe care îl va coproduce alături de Al Pacino și Barry Navidi, cu un scenariu de Jerzy și Mary Kromolowski. Prima etapă a filmărilor urmează să debuteze în 2023. Filmul se va numi Modi, iar rolul principal va fi nterpretat de actorul francez Pierre Niney.